# Затвор (техніка)

Затвори.JPG

Затвор.JPG

Затво́р (англ. bolt, gate, closing device; нім. Verschluss m) — рухома конструкція, що повністю або частково перекриває отвір, маючи змогу припиняти (регулювати) надходження через нього рідини, газу тощо.

## Затвори для дозування сипких матеріалів
Найпоширенішими при дозуванні сипких речовин (наприклад, корисних копалин) є такі конструктивні типи затворів:
- шиберні,
- секторні,
- щелепні,
- роторні,
- лопатеві,
- плунжерні.

Затвор — секторні або лоткові, ланцюгові і пальцеві використовують в шахтах для перекриття міжвагонеткового простору. При цьому лоткові і секторні (одинарні та спарені) використовують при слабких гірських порід, а пальцеві — крупногрудкових скельних породах.
Лоткові і секторні (одинарні і здвоєні) використовують при слабких гірничих породах, а пальцеві — при великогрудкових вантажах. Застосовується ручне, дистанційне або автоматичне керування затворами.
Керування затвором — ручне, дистанційне, автоматичне.
За технічними умовами розміри випускного отвору затвори повинні в 3—4 рази перевищувати максимальний розмір грудок сипкого матеріалу. У вітчизняній практиці для рядового матеріалу застосовують затвори зі стороною квадратного або діаметром круглого випускного отвору 600…800 мм.

## В свердловинних технологіях
Існує кілька типів конструкцій затворів, які найчастіше використовуються для перекриття (регулювання) потоків у свердловинних технологіях: захлопковий (швидко-закривний), кульовий, тарілчастий і гільзовий, однак, найбільшого поширення набули захлопковий і кульовий затвори.